# Eugenia micropora
Eugenia micropora är en myrtenväxtart som beskrevs av Dc.. Eugenia micropora ingår i släktet Eugenia och familjen myrtenväxter. Inga underarter finns listade i Catalogue of Life.